# Takayoshi Ishihara
Takayoshi Ishihara (石原 崇兆 Ishihara Takayoshi?), född 17 november 1992 i Shizuoka prefektur, är en japansk fotbollsspelare.
Ishihara började sin karriär 2011 i Fagiano Okayama. 2015 flyttade han till Matsumoto Yamaga FC. 2019 flyttade han till Vegalta Sendai.